# Josip Joška Broz
Josip Joška Broz, cyr. Јосип Јошка Броз (ur. 6 grudnia 1947 w Belgradzie, zm. 3 czerwca 2025) – serbski polityk i restaurator, lider Partii Komunistycznej, parlamentarzysta. Wnuk Josipa Broza Tity.

## Życiorys
Po rozwodzie swoich rodziców wychowywał się u dziadka i jego żony Jovanki Broz. Ukończył studia na wydziale leśnictwa Uniwersytetu w Belgradzie. Pracował w administracji łowieckiej, a także ochronie swojego dziadka, następnie był restauratorem.
W 2003 zaangażował się w działalność polityczną, bez powodzenia organizując lewicową koalicję wyborczą. Później został przewodniczącym nowo utworzonej Partii Komunistycznej. Bezskutecznie kandydował do parlamentu w 2012 jako lider komunistów i w 2014 jako lider Partii Czarnogórców. W 2016 znalazł się na liście wyborczej Socjalistycznej Partii Serbii, uzyskując z jej ramienia mandat deputowanego do Zgromadzenia Narodowego. Również w 2020 otrzymał mandatowe miejsce na liście socjalistów, uzyskując reelekcję na kolejną kadencję.
W styczniu 2022 kierowana przez niego partia przekształciła się w ugrupowanie pod nazwą Srpska levica, na czele którego stanął Radoslav Milojičić.